# Ковальчук Євген Прокопович
Ковальчук Євген Прокопович — український вчений у галузі фізичної та колоїдної хімії, доктор хімічних наук, завідувач кафедри фізичної та колоїдної хімії, заслужений професор (2003) Львівського національного університету імені Івана Франка.

## Життєпис
Ковальчук Євген Прокопович народився 7 січня 1939 р. в с. Новини Володимир-Волинського району Волинської області у селянській родині Віри Павлівни та Прокопа Семеновича Ковальчуків. У 1956 р. закінчив Стенжаричівську середню школу і почав працювати інструктором Устилузького РК ЛКСМУ, а з 1957 р. — у колгоспі «Прикордонник» с. Коритниця.
Вищу освіту здобув у Львівському державному університеті імені Івана Франка. І хоча, як згадував сам Євген Прокопович, мріяв стати фізиком, та доля склалася так, що 1957 р. він став студентом хімічного факультету, про що ніколи не жалкував.
Після закінчення університету у 1962 р. Євген Ковальчук розпочав трудову діяльність на хімічному факультеті. Спочатку — старшим лаборантом, далі — асистентом кафедри фізичної та колоїдної хімії, 1964 р. вступив до аспірантури, у 1967—1968 рр. працював на посаді асистента щойно створеної кафедри хімічної кібернетики та технології.
З 1968 по 1970 р. Євген Прокопович проходив строкову службу у Збройних Силах СРСР на посадах середнього командного складу, нагороджений медаллю «За воинскую доблесть» (1970). По закінченню військової служби повернувся на посаду асистента, однак того ж року вже обійняв посаду доцента, з 1989 p. — професора кафедри фізичної та колоїдної хімії Львівського університету. У 1988 р. Є. П. Ковальчуку присвоєно вчене звання професора, а в 1992 р. Євгена Прокоповича було обрано завідувачем кафедри фізичної та колоїдної хімії, яку він очолював 20 років.
Євген Прокопович в молодому віці займався важкою атлетикою, плаванням, туризмом, а у зрілому віці — медитацією та внутрішньою алхімією(згідно з його власним формулюванням — самодостатність з контролем фізичного стану і творчої активності). Разом з дружиною Марією Миронівною він виховав трьох дітей — сина і двох доньок, та четверо онуків.
Проте важка хвороба практично за лічені місяці вирвала його з життя. 2 листопада 2012 р. його не стало. Похований Євген Прокопович Ковальчук на цвинтарі м. Брюховичі коло Львова.

## Наукові досягнення
Значним є його внесок у розвиток в університеті загалом і на кафедрі фізичної та колоїдної хімії зокрема квантово-механічних (квантово-хімічних) розрахунків. Є. Ковальчук активно працював у таких наукових напрямах, як електрохімічно ініційована полімеризація, нанохімія та хімічні джерела струму, він запровадив такі нові для кафедри напрями досліджень: електрохемілюмінесценція, синтез та дослідження фізико-хімічних властивостей електропровідних полімерів, хемо- та біосенсорика тощо. Головними результатами наукових пошуків стали захищені ним дисертаційні роботи. Кандидатську дисертацію «Анодна електрохімічна полімеризація похідних акрилової кислоти» Є. П. Ковальчук захистив 1968 р. у Львівському університеті, а докторську дисертацію на тему «Електрохімічна полімеризація вінілових мономерів» — 1985 р. у Московському хіміко-технологічному інституті ім. Д. І. Мендєлєєва. Учений є автором понад 500 наукових публікацій, 2 монографій, понад 30 авторських свідоцтв СРСР та патентів України.
У 2009 р. Євгена Прокоповича обрано академіком Технологічної академії наук України, він був членом експертної координаційної наукової ради Міністерства освіти і науки України з фундаментальних проблем хімії, членом Бюро наукової ради НАН України з проблеми «Електрохімія», редакційної колегії Вісника Львівського університету (серія хімічна), членом експертної ради Вищої атестаційної комісії України (1992—1996), три терміни (1998—2010) очолював спеціалізовану вчену раду при хімічному факультеті Львівського національного університету імені Івана Франка з захисту дисертацій на здобуття наукових ступенів доктора та кандидата хімічних наук за спеціальностями неорганічна хімія та фізична хімія, був членом організаційних, програмних чи наукових комітетів багатьох міжнародних та всеукраїнських наукових конференцій. Наукові здобутки, у тому числі й Євгена Прокоповича, стали фундаментом офіційно визнаної Міністерством освіти і науки України наукової школи «Фізико-хімія полімерів» (1994) кафедри фізичної та колоїдної хімії, незмінним науковим керівником якої він залишався до останнього дня.
Велику частину часу професор Ковальчук віддавав студентству. Під керівництвом Євгена Прокоповича захищено більше десяти кандидатських дисертацій, він виплекав на кафедрі двох докторів наук, будучи науковим консультантом їхніх дисертаційних робіт. Педагог умів цікаво та доступною мовою пояснити досить складні речі чи на лекції з квантової хімії, чи на практичному занятті зі спеціального курсу.
Він є автором понад десяти підручників та навчальних посібників. Особливою його гордістю, вінцем досвіду викладання протягом близько 20 років курсу «Фізична хімія» став підручник з цієї дисципліни, який 2008 р. визнано найкращим підручником Львівського національного університету імені Івана Франка з природничих дисциплін. Підручник отримав схвальні відгуки хіміків не лише Львова, а усієї України, а 2011 р. висунутий Вченою радою університету на Державну премію України за 2012 рік у галузі науки і техніки. В останні дні він ще отримав примірник останньої праці — навчального посібника «Хімічна та біологічна сенсорика».
Наукова інтуїція Євгена Прокоповича давала йому змогу одному з перших розгледіти навіть не сьогоденні, а завтрашні тенденції розвитку науки й технологій. Результатом цього стало введення на хімічному факультеті нової спеціалізації — медична хімія, а також численні сучасні спеціальні курси (дисципліни вільного вибору студента), запроваджені для студентів хімічного факультету з його ініціативи та, здебільшого, за його найактивнішої участі: «Процеси на заряджених міжфазових межах», «Адсорбція та самоорганізовані шари на твердій поверхні», «Наноструктури», «Нанокомпозити», «Хемо- та біосенсорика» тощо.
Євген Прокопович активно працював і зі шкільною молоддю. Зокрема, він був обраний віце-президентом Львівської Малої академії наук, секція хімії (1992), не один рік був головою журі обласного етапу Всеукраїнського конкурсу науково-дослідних робіт школярів.

## Громадська діяльність
Євген Прокопович завжди розглядав свою різнобічну діяльність як справу патріотичну та громадську. У 1990 р. він став членом щойно відновленого Наукового Товариства імені Т. Шевченка. У тому ж році з ініціативи студентської молоді його висунуто кандидатом, а в квітні єдиного з кандидатів обрано одночасно депутатом Львівської міської і Львівської обласної рад Першого демократичного скликання по 10-му Сихівському виборчому округу. На першій сесії професора Є. Ковальчука обрали членом Президії Львівської обласної ради і головою комісії з освіти та науки. У квітні 1991 р. кількість постійних комісій обласної ради скорочено з 18 до 11. Відтоді комісія, головою якої залишився Євген Прокопович, стала опікуватися також справами культури. В полі зору комісії, яку він очолював у 1990—1994 рр., постійно були концептуальні питання розвитку неперервної освіти, її гуманізації, вибір оптимальної структури системи закладів освіти, гармонічного поєднання навчання і виховання, забезпечення високофаховими і національно свідомими кадрами.

## Нагороди
Заслуги Євгена Прокоповича оцінено знаком «Відмінник народної освіти УРСР» (1989) та присвоєнням йому у 2004 р. високого звання заслуженого професора Львівського національного університету імені Івана Франка.

## Вибрані публікації
- Полимеризация виниловых полимеров с использиванием растворимых анодов и кинетические закономерности полимеризации акрилонитрила на стальном аноде (Электрохимия. 1976. Т. 12 № 10)
- Электрохемилюминисценция при электролизе водных растворов персульфатов (Ж. физ. химии. 1982. Т. 54. № 4)
- Электросинтез полимеров на поверхности металлов (Москва, 1991)
- Процеси на заряджених міжфазних межах (Київ, 1991)
- Основи квантової хімії (Київ, 1996)
- Structure and properties of lithium trivanadate — a potential electroactive material for a positive electrode of secondary storage (J. Power Sources. 2002. Vol. 107.)
- Synthesis and properties of the polyanisidines (Solid State Ionic. 2001. Vol. 141, 142)
- Фізична хімія (Львів, 2007)
- Нанохімія, наносистеми, наноматеріал (Київ, 2008)

Посилання на статті:
- https://www.scopus.com/authid/detail.uri?authorId=55298184400
- https://www.scopus.com/authid/detail.uri?authorId=54684466400
- https://www.scopus.com/authid/detail.uri?authorId=7005535521

## Літературні джерела
1. Є. П. Ковальчук. Бібліогр. покажчик наукових праць / Уклад. Решетняк О., Заставська Г. — Львів: Видавн. центр ЛНУ ім. І.Франка, 2014. — 108 с.
2. Ковальчук Євген Прокопович [Архівовано 23 Січня 2018 у Wayback Machine.]